# Clubiona yasudai
Clubiona yasudai är en spindelart som beskrevs av Ono 1991. Clubiona yasudai ingår i släktet Clubiona och familjen säckspindlar. Inga underarter finns listade i Catalogue of Life.